# Christiaan Nagel
Christiaan Nagel (* 30. November 1982 in Durban, Südafrika) ist ein britischer Streetartist und bekannt für seine übergroßen Pilzskulpturen aus Polyurethan, die er hoch oben auf Gebäuden platziert in Städten wie London, New York, Barcelona, Berlin, Kapstadt oder Los Angeles.

## Leben
Nagel wurde in Südafrika geboren und wuchs in Durban auf. Als Teil der Surf-Community von Durban gehörte er lange Zeit zur Subkultur rund um das Skaten und Surfen.
Seitdem er sich für Kunst interessierte, besuchte er Kunstkurse. Einer seiner ersten Auszeichnungen, die er gewann, war der ABSA Bank Award für Kinder. In der High School bildete er sich künstlerisch fort und nahm Unterricht bei der schottischen Künstlerin Fiona Kirkwood. Während dieser Zeit experimentierte er mit einer Reihe von Techniken wie Zeichnen, Malerei (auch Kohlemalerei) und Bildhauerei.

## Werke
Eine seiner jüngsten Ausstellungen mit dem Namen „The FI of The Underworld“ stellt die Geschichte metaphysischer Fische dar, die durch physische Objekte schwimmen. Alles basiert auf einer Halluzination.
Er stellte unter anderem übergroße Pilzskulpturen (sieben Meter hoch) in der Urban Spree Galerie in Berlin auf. Einen weiteren „Megapilz“ stellte er am 24. Mai 2016 in der Red Gallery im Londoner Shoreditch aus.
Neben Pilzen, die er als Teil einer großen Erzählung sieht, arbeitet er an einem Fantasy-Buch, das sich mit dem Thema Wahrnehmung, Bewusstsein und Trauminhalt befasst. Als seinen Traum bezeichnet er es, ein Pilzland zu bauen. Es soll ein Themenpark sein, der eine Grundlage für seine Geschichte und die Figuren des Buches bietet.
Nagel befasst sich nicht nur mit Streetart, sondern ist auch ein ausgebildeter Musiker, Gitarrist, Komponist und Sänger. Er entwarf die Gitarre „The Nail“, die vom deutschen Gitarrenbauer Jozsi Lak gebaut wurde.